# Urshults distrikt
Urshults distrikt är ett distrikt i Tingsryds kommun och Kronobergs län. Distriktet ligger väster om Tingsryd. 

## Tidigare administrativ tillhörighet
Distriktet inrättades 2016 och utgörs av socknen Urshult i Tingsryds kommun.
Området motsvarar den omfattning Urshults församling hade 1999/2000.